# Entremétier
L'entremétier est le chef de partie au sein d'une brigade chargée de la préparation et de la cuisson des légumes, des pâtes, du riz, des purées, des soupes et potages, des œufs, des soufflés, et des sauces blanches (béchamel, sauce crème, beurre fond, soubise, velouté de poissons...). Il assure ces préparations en respectant les règles d'hygiène en vigueur et en soignant particulièrement leur présentation.